# Crymona
Crymona là một chi bướm đêm thuộc họ Erebidae.